# Битва при Улуг-тау (1510)
Битва при Улуг-тау — битва войска Мойунсиз-Хасана с отрядом бухарского войска Шейбани-хана, произошедшая в 1510 году.

## Предыстория
В 1509 году войска Шейбани-хана внезапно выступил против улуса Таниш-султана, разорили его и захватили до 10 тысяч юрт и скот. Таниш-султан с частью людей ушёл в степь. Несмотря на успех набега, казахское ханство не было покорено. Зимой 1509–1510 годов Мухаммад Шайбани-хан предпринял ещё один поход — снова против Касыма. Но и этот раз успеха ему добиться не удалось. Дойдя до окрестностей города Сыгнак, он разместил свою ставку в местности Кок-Кашана. Затем он направил часть войска дальше вглубь казахских земель, поставив во главе отрядов своего сына Тимура и племянника Убайдаллаха.

## Ход сражения
В районе Улутау войска Тимура и Убайдаллаха подошли к ставке Касыма, однако самого хана в тот момент там не было. Касым-хан отправил в разведку небольшой отряд под командованием одного из своих беков, которого разные источники называют по-разному. Абдаллах Балхи упоминает его как Мойынсыз Хасана. У Мирзы Мухаммеда Хайдара он ошибочно назван Буйун Пир Хасан, а в сочинении «История Огуза, Аланкоа и Шейбания» (так называемая «Шейбаниада», составленная Алла-Мурадом Аннабай-оглы) — как Буюнсиз-Хасан.
Согласно последнему источнику, именно земли этого Хасана, а не самого Касым-хана, подверглись разорению со стороны бухарцев. Ночью отряд Мойынсыз-Хасана внезапно приблизился к стоянкам Шибанидов. В бухарском лагере началась паника — оказалось, что они, недооценив казахов, даже не выставили охрану. Войско оказалось не готово к бою и быстро потерпело поражение. Небольшой казахский отряд одержал уверенную победу.
Численность бухарского войска, была преувеличена, особенно если учитывать, что Абдаллах Балхи утверждает, что в руки казахов попало всё вооружение противника. В бою погибли несколько влиятельных военачальников, в том числе старший бек Мухаммеда Шейбани-хана — Канбар-мирза, управлявший Балхом. Он был заметной фигурой среди бухарской знати и имел родственные связи с династией Шибанидов. Одна из его дочерей была замужем за Жанибек-султаном — дядей Шейбани хана.
Разбитые султаны, сумели добраться до Шейбани-хана и присоединились к нему. В это время сам хан находился со своей ставкой в местности Кок-Кашана, недалеко от города Сыгнак. Узнав о поражении, он сразу же снялся с места и начал поспешное отступление. Вслед за этим к месту событий подошли основные силы Касым-султана. Они настигли остатки бухарского войска и нанесли новый удар. В этом бою погибло множество знатных и уважаемых людей из окружения Шейбани-хана

## Значение
В 1509 году Шайбани-хан предпринял поход против Касыма, вторгся в район Улу-Тау и разгромил казахские зимовки. Однако, несмотря на первоначальный успех, этот поход завершился для него неудачей. Поражение, стало одной из причин дальнейшего ослабления власти Шайбани-хана и его гибели в битве под Мервом.